# Trivialgrupp
Inom matematiken är en trivialgrupp en grupp som bara består av ett element. Alla sådana grupper är isomorfa, så man talar ofta om den triviala gruppen. Elementet i gruppen, som betecknas e, 1 eller 0 är det neutrala elementet. Gruppens operation är e • e = e, där • betecknar gruppoperatorn.
Trivialgruppen är abelsk och cyklisk; dessa egenskaper är triviala, därav gruppens namn. Trivialgruppen betecknas ofta Z1 eller bara 0, 1 eller e.
Om en undergrupp av en grupp G endast består av det neutrala elementet kallas den för den triviala undergruppen till G. Den är naturligtvis trivial.
Trivialgruppen får inte förväxlas med den tomma mängden, som inte innehåller några element och därför inte kan vara en grupp (eftersom den saknar ett trivialt element). Den triviala gruppen fungerar som nollobjekt i kategorin av grupper, vilket innebär att den är såväl initialobjekt som terminalobjekt. (Omvänt har kategorin av mängder inga nollobjekt - den tomma mängden fungerar som initialobjekt, medan varje  singletonmängd (mängd med ett och endast ett element) fungerar som terminalobjekt.)